# 健康到到令
《健康到到令》是周深在2024年中央广播电视总台春节联欢晚会演唱的一首以传统健身法八段锦为主题的歌曲。位居当晚收视率第一。

## 背景和风格
《健康到到令》是一首以传统健身法八段锦为主题的歌曲，由深圳市南山区出品，许诺作词、宝宝作曲，周深演唱。
在2024年中央广播电视总台春节联欢晚会上，周深一边唱歌，一边与舞蹈演员带来传统“八段锦”的创新演绎，并由撒贝宁穿插八段锦口令，大熊猫“花花”的虚拟形象、少林塔沟武术学校等群演以八段锦动作伴舞。
2024年2月9日节目播出当晚，现场版本作为《2024年中央广播电视总台春节联欢晚会》现场专辑中的一首歌曲发布。
这是周深第三次登上央视春晚的舞台，前两次分别与张也合唱了《灯火里的中国》、独唱了《花开忘忧》。

## 反响
- 歌曲《健康到到令》“周深与虚拟大熊猫共打八段锦”被央视新闻选为龙年春晚11个难忘瞬间之一[18]。
- 根据酷云数据、猫眼专业版、欢网大数据，周深《健康到到令》无论横向纵向对比，均位居当晚收视率第一[19][20]：根据酷云数据，由周深演唱的《健康到到令》平均收视率达34.4974%，位列全部节目平均收视率第一，以及歌舞类节目收视率第一[21]。根据猫眼专业版，周深《健康到到令》实时收视34.4780%，位居同时段首位[22]。根据欢网大数据，周深《健康到到令》直播实时收视34.18%，市场份额73.26%，位居同时段全部频道TOP1，直播收视率增幅2.79%[23]。
- 节目播出当天，周深百度指数突破14万，是其个人历史第二高峰[24]。第二天周深微信指数超过3亿，八段锦等关键词也获得大幅度攀升[25]。周深抖音指数也大幅度攀升超过百万[26]。
- 该歌曲前奏一度被网友认为与日本歌手游助的歌曲《一笑悬命》有些相似，但在经过网友扒谱对比后，质疑该歌曲抄袭的评论也不再出现。[來源請求]
- 由这首歌作为引子，新华社呼吁大家“一起运动起来”[27]，人民日报发布了完整的八段锦跟练教程[28]，央视一套则是发布了详细的八段锦分动作教程[29][30][31][32][33][34][35][36]。